# K-pop (canção)
"K-pop" (estilizada em maiúsculo) é uma canção do rapper norte-americano Travis Scott em colaboração com o rapper porto-riquenho Bad Bunny e o cantor canadense The Weeknd. Lançada em 21 de julho de 2023 pela Epic Records e pela Cactus Jack Records, a música é trabalhada como o single principal do álbum Utopia, de Scott. A canção foi produzida por Boi-1da, Jahan Sweet, BNYX e Illangelo, sendo os três últimos produtores também compositores da obra ao lado dos artistas.

## Antecedentes
Scott anunciou a colaboração em suas rede sociais, em 19 de julho de 2023. Bad Bunny e The Weeknd já haviam sido anunciados como artistas que fariam parte do álbum Utopia, após Scott divulgar uma prévia de uma colaboração ainda não lançada com Bunny em uma balada de Mônaco, em maio de 2023. Posteriormente, Bunny disse à Rolling Stone que estava trabalhando com o rapper.

## Videoclipe
Um videoclipe de "K-pop" foi lançado em 21 de julho de 2023. O vídeo exibe Scott se divertindo em um estádio de futebol vazio coberto com a identidade visual de Utopia. Com isso, ele sugere uma possível turnê com shows em estádios em apoio ao álbum Utopia com uma faia escrita "Ensaio da turnê no estádio", enquanto compartilha uma prévia de sua próxima colaboração de tênis com a Air Jordan. Bad Bunny, por sua vez, é visto caminhando por uma boate, enquanto Weeknd desfruta de uma refeição com Scott em uma mansão única cercada por mulheres. O clipe conta com as participações especiais de Matthew Williams, Pharrell Williams e SZA.

## Histórico de lançamento
| Região         | Data                | Formato                             | Gravadora        | Ref.   |
| -------------- | ------------------- | ----------------------------------- | ---------------- | ------ |
| Mundo          | 21 de julho de 2023 | CD download digital streaming vinil | Epic Cactus Jack | [ 8 ]  |
| Estados Unidos | 25 de julho de 2023 | Rádios contemporary hit             | Epic             | [ 9 ]  |
| Estados Unidos | 25 de julho de 2023 | Rádios rhythmic contemporary        | Epic             | [ 10 ] |